# Narcisse-Jules Doré
Narcisse-Jules Doré, né le 12 juin 1854 à Rouen et mort le 19 septembre 1912 à Enghien-les-Bains, dans le Val-d'Oise, est un architecte français.

## Biographie
Fils d’un charron, Narcisse-Jules Doré voit le jour le 12 juin 1854 à Rouen.
Il est actif professionnellement entre 1879 et 1912, construisant des maisons, des immeubles de rapport, des écoles...
Il se marie à Paris, dans le 12e arrondissement, le 14 août 1880. Déjà architecte, il demeure alors 13, rue Lepic à Paris.
Il meurt en son domicile enghiennois, 17, rue Portal (anciennement rue du Château), le 19 septembre 1912, à l’âge de 59 ans.

## Adresses
- 1880 : 13, rue Lepic, Paris.
- 1905 : 2, rue de l'Entrepôt (aujourd’hui rue Yves-Toudic), Paris[5].
- 1910 : 17, rue Portal, Enghien-les-Bains (Val-d'Oise).

## Réalisations

### En Normandie
- 1902 : abattoirs publics à L'Aigle dans l’Orne[6].

### À Enghien-les-Bains
- 1907-1908 : villa Jules, 17, rue Portal (alors rue du Château), construite par l’architecte pour son usage personnel.
- 1912 : maison, 15, rue Portal (alors rue du Château) [7].
- 1912 : maison, 76, boulevard Cotte[8].

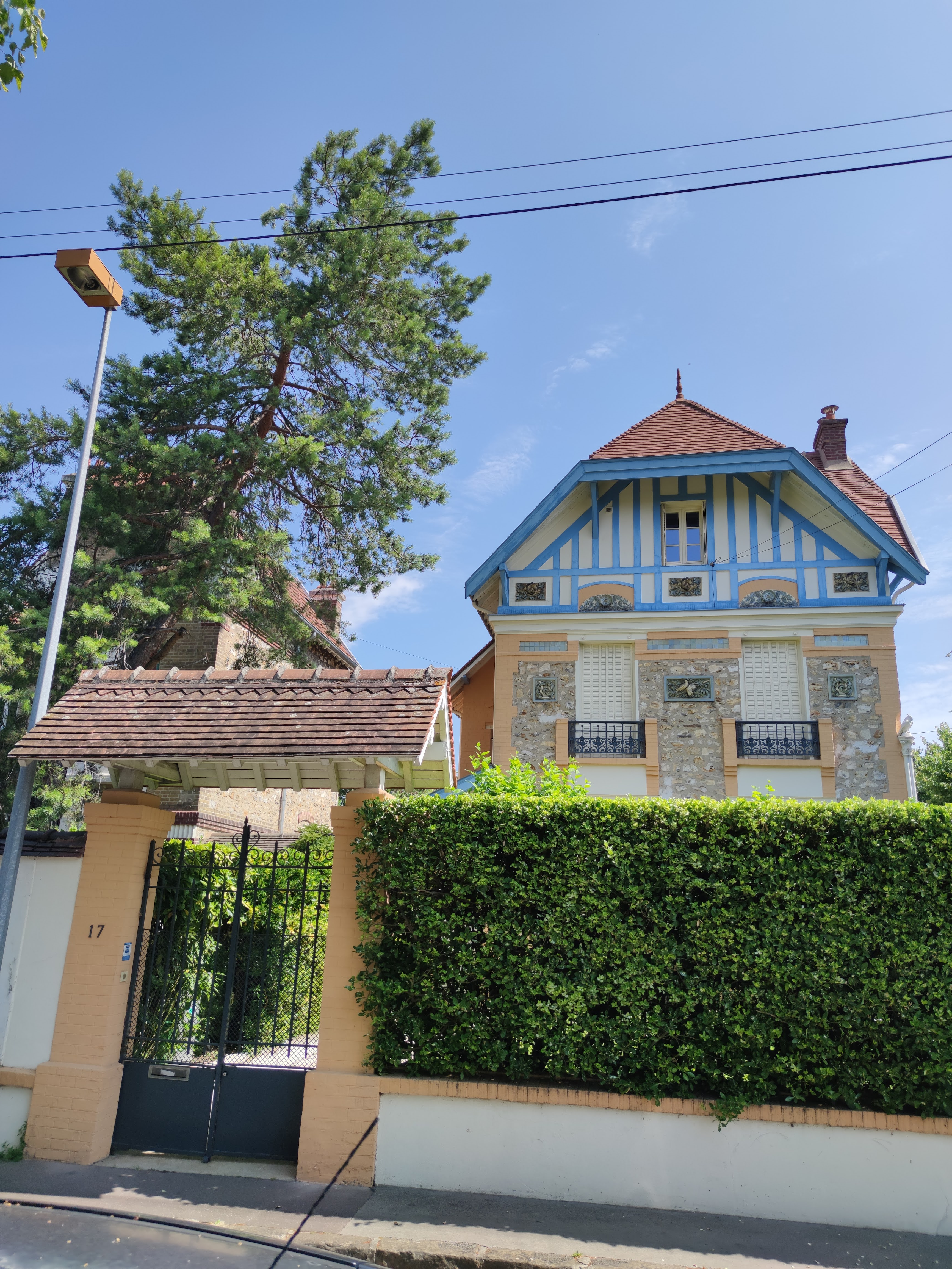
17, rue Portal, Enghien.
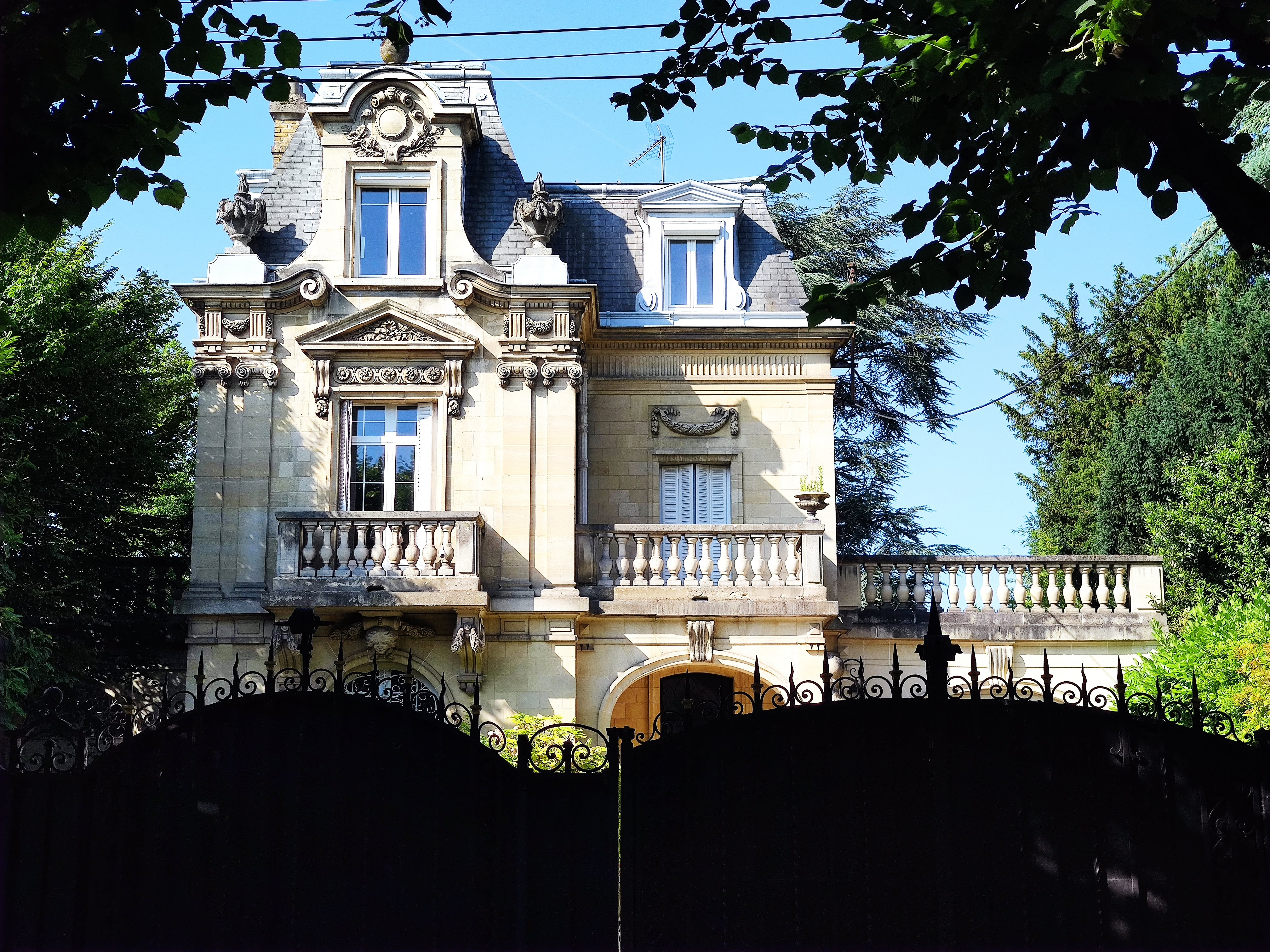
76, boulevard Cotte, Enghien.